# Шард (Алба)
Шард (рум. Șard) насеље је у Румунији у округу Алба у општини Игиу. Oпштина се налази на надморској висини од 252 m.

## Становништво
Према подацима из 2002. године у насељу је живело 2117 становника.

### Попис2002.
| Расподела становништва по националности 2002.‍ | Расподела становништва по националности 2002.‍ | Расподела становништва по националности 2002.‍ | Расподела становништва по националности 2002.‍ | Расподела становништва по националности 2002.‍ |
| --------------------------------------------- | --------------------------------------------- | --------------------------------------------- | --------------------------------------------- | --------------------------------------------- |
|                                               |                                               |                                               |                                               |                                               |
| Румуни                                        | Румуни                                        |                                               | 1.977                                         | 93,6%                                         |
| Мађари                                        | Мађари                                        |                                               | 15                                            | 0,7%                                          |
| Роми                                          | Роми                                          |                                               | 121                                           | 5,7%                                          |